# Pampliega
Pampliega è un comune spagnolo di 282 abitanti situato nella comunità autonoma di Castiglia e León.